# Markovîci, Horohiv
Markovîci (în ucraineană Марковичі) este un sat în comuna Skobelka din raionul Horohiv, regiunea Volînia, Ucraina.

## Demografie
Componența lingvistică a localității Markovîci
     Ucraineană (99,74%)
Conform recensământului din 2001, majoritatea populației localității Markovîci era vorbitoare de ucraineană (99,74%), existând în minoritate și vorbitori de alte limbi.